# Giuliano Scabia
Giuliano Scabia (né le 18 juillet 1935 à Padoue et mort le 21 mai 2021 à Florence) est un écrivain, un poète et un metteur en scène italien contemporain.

## Biographie
Réputé pour ses expériences théâtrales innovantes, notamment un spectacle vivant à l'hôpital psychiatrique de Trieste, Giuliano Scabia a enseigné l'art dramatique à l'université de Bologne.